# Нестеренко, Пётр Григорьевич
Пётр Григорьевич Нестеренко — советский ученый-геолог, профессор,
ректор Днепропетровского горного института.

## Биография
Родился в 1900 году в местечке Грунь. Член КПСС.
В 11 лет начал трудовую деятельность рассыльным на одной из шахт. В 1918 году он поступает в Горловский горный техникум, по окончании которого с 1922 г. работает горным техником на шахте № 2/5 «Каменка».
В 1924 г. получает путевку на обучение в Харьковский институт народного хозяйства. В 1926 г. перевелся из столичного вуза в Днепропетровский горный институт на горный факультет. После окончания обучения в 1930 г. был оставлен ассистентом кафедры общей и динамической геологии.
После выделения из состава ДГИ в 1930 г. самостоятельных высших учебных заведений — металлургического и химико-технологического институтов — произошла реорганизация структуры Горного института. В 1932 г. деканом одного из 3-х факультетов ДГИ — геолого-маркшейдерского — был назначен старший преподаватель П. Г. Нестеренко.
В октябре 1937 г. был назначен исполняющим обязанности ректора, в апреле 1938 года утвержден директором. В июле 1940 г. Нестеренко был
назначен заместителем наркома угольной промышленности Украинской ССР, через год возглавил эвакуцию ДГИ в Караганду.
В Караганде П. Г. Нестеренко возглавил работу филиала Московского горного института, в который вошли местный профильный ВУЗ и часть ДГИ.
В 1944—1945 учебном году возвратившийся из эвакуции ДГИ под руководством ректора Нестеренко имел в своем составе три факультета
(горный, горно-механический и геолого-маркшейдерский), 98 преподавателей и 800 студентов.
Выдающийся организатор образования и науки Петр Григорьевич Нестеренко длительное время не имел ученой степени, что в те времена не было редким явлением. Только осенью 1947 г. он защитил кандидатскую диссертацию по геологии.
В начале 50-х годов П. Г. Нестеренко возглавляет группу ученых ДГИ, которые занимались исследованием стратиграфии Западного Донбасса. В 1957 г. ректор одновременно стал ещё и заведующим кафедрой общей и динамической геологии (сегодня — кафедра общей, динамической и структурной геологии), основателем которой в 1922 г. был выдающийся ученый Н. И. Лебедев. В этом же году он получил ученое звание профессора без защиты докторской диссертации, учитывая его значительный вклад в развитие образования и науки в ДГИ.
Научные исследования возглавляемой П. Г. Нестеренко кафедры были сосредоточены на определении минерально-сырьевых ресурсов Днепропетровского экономического региона. Следствием исследований были две монографические работы (1957 и 1965 гг.) под общим названием «Атлас бурого угля Днепровского бассейна».
П. Г. Нестеренко опубликовал около 50 научных работ, посвященных вопросам закономерности угленакопления так называемого Большого Донбасса (включая территорию, которая сегодня обычно именуется Западным Донбассом). Исследования ученых-геологов под руководством П. Г. Нестеренко позволили охарактеризовать качество залежей угля в этом регионе и дать рекомендации по их добыче и использованию в промышленности.
После тяжелой и длительной болезни Нестеренко умер 24 июня 1963 года в Днепропетровске, где и был похоронен.

## Награды
- Орден Ленина (дважды)
- Орден Трудового Красного Знамени (трижды)